# Acuerdo Lindsay-Corral
El acuerdo Lindsay-Corral fue un proyecto de un tratado entre Bolivia y Chile firmado el 5 de diciembre de 1872 en La Paz por el canciller boliviano Casimiro Corral y el plenipotenciario chileno Santiago Lindsay para resolver los problemas surgidos de la aplicación del Tratado de límites entre Bolivia y Chile de 1866, especialmente de la zona de mutuos beneficios entre los paralelos 25°S y 23°S.
Lindsay llegó a La Paz con instrucciones de asegurar para Chile el territorio hasta el paralelo 24°S, confirmar la inclusión del Mineral de Caracoles en la zona, asegurar el salitre, el bórax entre los productos afectados de la zona de mutuos beneficios. Al parecer, según Robert N. Burr, le fue permitido ofrecer a Bolivia la compra de la franja boliviana.: 121–122 
En julio de 1872 desembarcó en el Litoral boliviano la expedición de Quevedo.
A pesar de numerosas dificultades y una atmósfera negativa en el ambiente político boliviano, los negociadores lograron un acuerdo que incluía:
- mantener el paralelo 24°S como frontera norte-sur entre ambos países
- los impuestos recaudados de minerales exportados entre los paralelos 23°S por el norte y 25°S por el sur continuarían siendo repartidos en partes iguales entre ambos países
- se crearían comisiones mixtas para determinar la ubicación de las minas y el Emperador de Brasil sería árbitro en caso de discordia
- los productos afectos a esta norma serían los minerales propiamente tales pero también el salitre, boráx, los sulfatos y demás materias inorgánicas que se entienden en la acepción genérica de la palabra
- Chile estaría autorizado a examinar los libros bolivianos de recaudación
- Bolivia solo podría establecer una oficina dentro de la franja de territorio chileno, con los mismos derechos de la chilena en la franja boliviana
- los aranceles de exportación de los productos afectos serían acordados de común acuerdo sin cambios unilaterales

Escribe el historiador peruano Jorge Basadre:
El tratado Corral-Lindsay fue muy mal visto por el gobierno y por la prensa peruana. Aconsejó aquel al de Bolivia insistentemente que lo denunciara, así como el tratado de 1866, procurando un arreglo mejor o dando lugar, con la ruptura de las negociaciones, a la mediación del Perú y de la Argentina.
Dos meses después, el 6 de febrero de 1873, fue firmado secretamente el Tratado de Alianza Defensiva (Perú-Bolivia) que daba a Perú el derecho a veto sobre posteriores tratados limítrofes bolivianos.
En Chile, el tratado fue aprobado y promulgado por el presidente Federico Errázuriz sin mayores trámites, considerándolo no un tratado nuevo sino solo aclaratorio del de 1866.
El 19 de mayo de 1873, la Asamblea de Bolivia postergó una resolución sobre el acuerdo hasta el año siguiente.: 128 
En 1874, fue firmado entre ambos países el Tratado de límites entre Bolivia y Chile de 1874 que eliminó la medianía sobre las recaudaciones fiscales en la zona de beneficios mutuos, pero aplicó una prohibición de creación o elevación de impuestos a las personas o compañías chilenas en la franja boliviana entre el 23°S y el 24°S. La violación por Bolivia de esta cláusula desencadenó la Guerra del Pacífico.